# Vabres-l'Abbaye
Vabres-l'Abbaye är en kommun i departementet Aveyron i regionen Occitanien i södra Frankrike. Kommunen ligger  i kantonen Saint-Affrique som ligger i arrondissementet Millau. År 2022 hade Vabres-l'Abbaye 1 209 invånare.

## Befolkningsutveckling
Antalet invånare i kommunen Vabres-l'Abbaye
Referens: INSEE